# متدیسم در فنلاند

کلیساهای متدیست فنلاندی روی نقشه.

متدیسم در فنلاند (انگلیسی: Methodism in Finland) در دهه ۱۸۶۰ از طریق ملوانان اوستروبوتنیایی وارد فنلاند شد. متدیسم به ویژه در اوستروبوتنیای سوئدی زبان گسترش یافت. اولین جماعت متدیست در سال ۱۸۸۱ در واسا و اولین جماعت فنلاندی‌زبان در سال ۱۸۸۷ در پری تأسیس شد.
از سال ۱۹۲۵، کلیساهای ملی متدیست‌ها، کلیسای متحد متدیست فنلاندی در فنلاند و کلیسای متحد متدیست سوئدی در فنلاند بوده‌اند. کلیساهای متدیست فنلاند متعلق به شورای جهانی متدیست هستند. هر دو کلیسا تابع اسقف کشورهای نوردیک و بالتیک هستند. هر دو کلیسای متدیست همچنین متعلق به شورای جهانی فنلاند و شورای مسیحیان آزاد فنلاند هستند. کلیساهای متدیست فنلاند رسماً حدود ۲۰۰۰ عضو دارند.